# 南城街道 (连云港市)
南城街道是中华人民共和国江苏省连云港市海州区下辖的一个街道办事处。
2013年1月6日，江苏省人民政府批复同意撤销南城镇，以原南城镇行政区域设立南城街道办事处，街道办事处驻凤凰居委会新大街156号。

## 行政区划
南城街道下辖以下村级行政区划单位：
凤凰社区、宁海社区和青春社区。